# Makoto Tanaka
Pour les articles homonymes, voir Tanaka.
Makoto Tanaka (田中 誠, Tanaka Makoto) est un joueur de football japonais né le 8 août 1975 à Shizuoka. Il évolue au poste de défenseur reconverti entraîneur.

## Carrière
Il débute en équipe nationale le 25 avril 2000 contre la Hongrie.

## Palmarès
- Champion du Japon en 1997, 1999 et 2002 avec Júbilo Iwata
- Vainqueur de la Coupe de la ligue du Japon  en 1998 avec Júbilo Iwata
- Vainqueur de la Ligue des Champions de l'AFC en 1999 avec Júbilo Iwata
- Vainqueur de la Coupe du Japon de football  en 2003 avec Júbilo Iwata